# Dramatiker-Union
Die Dramatiker-Union (Abgekürzt du oder DU; nach Schreibung des Webgestalters auf der Homepage auch mit Leerzeichen: Dramatiker Union) war ein von 1871 bis 2015 bestehender deutscher Autorenverband.

## Zielsetzung
Der Verein vertrat die allgemeinen beruflichen Interessen der Urheber wort- und musikdramatischer Werke gegenüber den Verwertern, nahm Einfluss auf die Weiterentwicklung des Urheberrechts, suchte Kontakt zu Dramatikern anderer Länder sowie ihren Berufsverbänden und arbeitete mit allen geeigneten Institutionen zusammen, die die Abrechnung von Tantiemen kontrollieren. Die Dramatiker-Union war Mitglied im Deutschen Kulturrat, Deutschen Musikrat, Internationalen Theaterinstitut (ITI), der Initiative Urheberrecht und hat Vertreter in verschiedenen Beiräten, z. B. der Künstlersozialkasse und der Zentralstelle Bühne Service.

## Geschichte
Die Dramatiker Union wurde 1871 als „Deutsche Genossenschaft dramatischer Autoren und Komponisten“ in Leipzig gegründet. 1919 schließlich erfolgte die Umbenennung in „Verband Deutscher Bühnenschriftsteller und Bühnenkomponisten“. Diese neu gegründete Interessensvertretung schloss sich schließlich mit den Bühnenverlegern zusammen und einigte sich mit dem Bühnenverein am 1. Juli 1919 auf einen Rahmenvertrag, der in immer wieder überarbeiteter Form bis zum Schluss gültig war.
Am 12. Mai 1926 erreichten die Autoren einen Meilenstein: Per Reichsgerichtsurteil wurden die Rundfunkanstalten verpflichtet, für die Nutzung im Rundfunkprogramm Entgelte zahlen zu müssen.
1933, mit der Machtergreifung der NSDAP, wurde die Vereinigung wie so viele andere auch gleichgeschaltet, aber blieb trotzdem als eigenständige Organisation bestehen.
1945 erfolgte dann die Wiedergründung mit zwei Teilbereichen (Deutschland West und Berlin), die schließlich 1951 zusammengeführt wurden. Erste Präsidenten waren Eduard Künnecke und Wilhelm von Scholz.
Auf der Mitgliederversammlung am 6. Oktober 1970 wurde die letzte Umbenennung in Dramatiker Union (Schriftsteller und Komponisten von Bühne und Film, Funk und Fernsehen) beschlossen. In dem neuen Statut wurde auch die nationale Bindung aufgegeben und allgemein von „deutschsprachigen Dramatikern“ gesprochen. Folgerichtig erklärten 1972 die Dramatiker-Verbände Österreichs und der Schweiz ihren korporativen Beitritt. Eine andere Erweiterung lag in der Vergrößerung des Aktionsbereiches: neben dem Theater wurden nun auch die Medien Film, Funk und Fernsehen einbezogen, wo die Vertragsbeziehungen und der Schutz der Urheber-Interessen ebenfalls seit langem einer Neuregelung bedurften.
Mitglieder des erweiterten Vorstandes waren über die Jahre z. B. Curth Flatow, Boris Blacher, Norbert Schultze, Günther Schwenn, Herbert Trantow, Carl Orff, Werner Egk, Fritz von Unruh, Robert Stolz, Günther Weisenborn, Hans Chemin-Petit, Erich Kästner, Carl Zuckmayer und Wolfgang Fortner.
Die Umbrüche in der Medien- und Theaterlandschaft nach der Jahrtausendwende geriet für den Urheberverband zur Herausforderung. Bis September 2012 war Gerd Natschinski der Präsident. Sein Nachfolger war der bisherige Vizepräsident Thomas Bürkholz, das Amt des Vizepräsidenten teilten sich Axel Poike und Carl Ceiss. Dem Vorstand gehörten ferner Edith Jeske und Gerd Knappe an. Die Geschäftsstelle war in Berlin, die Dramatiker-Union war dort als Verein registriert.
Zum 14. Dezember 2015 sah der Verein sich aufgrund zu geringer aktiver und zahlender Mitglieder gezwungen, sich aufzulösen. Am 12. Juli 2017 wurde schließlich auch der Verein aus dem Vereinsregister am Amtsgericht Berlin-Charlottenburg gelöscht.

## Ehrenmitglieder
(Quelle:)
- Richard Bars
- Nico Dostal
- Werner Egk
- Walter F. Fichelscher
- Curth Flatow
- Wolfgang Fortner
- Wenzel Goldbaum
- Joseph Haas
- Max Halbe
- Gerhart Hauptmann
- Erich Kästner
- Georg Kaiser
- Eduard Künneke
- Franz Lehar
- Leo Lenz
- Paul Lincke
- Carl Orff
- Aribert Reimann
- Wilhelm von Scholz
- Günther Schwenn
- Robert Stolz
- Richard Strauss
- Kurt Tucholsky
- Alfred H. Unger
- Fritz von Unruh
- Otto Urack
- Carl Zuckmayer
- Hans Fritz von Zwehl
- Klaus Wüsthoff

## Preise
Die DU vergab zwei Preise:
- die 1955 von Günther Weisenborn gestiftete Auszeichnung Silbernes Blatt für „Persönlichkeiten […], die sich besonders um die Förderung des zeitgenössischen dramatischen Schaffens verdient gemacht haben“, jedoch „ausschließlich Nicht-Mitglieder“ sind,[6]
- die 1977 von Alfred H. Unger, dem früheren Chefdramaturg der UFA, begründete Goldene Nadel für „Autoren des wort- bzw. musikdramatischen Bereichs […], die sich durch ihre künstlerische Leistung und ihren aktiven Einsatz im Interesse der Kollegen besonders verdient gemacht haben“, kann jedoch auch an DU-Mitglieder verliehen werden.